# Franz Sigel
Franz Sigel (18. november 1824 – 21. august 1902) var en tysk officer og immigrant til USA, hvor han blev lærer, avismand, politiker og general i den amerikanske borgerkrig.

## Tidlige år
Sigel blev født i Sinsheim i storhertugdømmet Baden i Tyskland. Han fik eksamen fra militærakademiet i Karsruhe i 1843, blev udnævnt til løjtnant i Badens hær. Han blev bekendt med de revolutionære Friedrich Hecker og Gustav von Struve og blev tilknyttet den revolutionære bevægelse. Han blev såret i en duel i 1847. Samme år trak han sig ud af hæren for at begynde at læse jura i Heidelberg.
Efter at have opstillet et revolutionært frikorps i Mannheim og senere i Seekreis blev han hurtigt en af lederne af de revolutionære styrker i Baden med rang af oberst under revolutionen i 1848 som en af de få med en militær baggrund. I april førte han "Sigel-Zug" og rekrutterede en milits på mere end 4.000 frivillige til at gennemføre en belejring af byen Freiburg. Hans hær blev udslettet den 23. april 1848 af de bedre udstyrede og mere erfarne tropper fra Preussen og Württemberg. I 1849 blev han krigsminister og øverstkommanderende for den revolutionære, republikanske regering i Baden. Efter at være blevet såret i en trækning måtte Sigel afgive kommandoen, men han fortsatte med at støtte den revolutionære krigsindsats som sin efterfølgers aide. Efter at Preussen havde nedkæmpet revolutionen, flygtede han til Schweiz og derefter til England. Sigel emigrerede til De Forenede Stater i 1852 som så mange andre tyske revolutionære.
Sigel underviste i folkeskoler i New York og gjorde tjeneste i statens milits. I 1857 blev han professor på det tysk-amerikanske institut i St. Louis. Han blev valgt til direktør for folkeskolerne i St. Louis i 1860. Han havde indflydelse i immigrantsamfundet i Missouri. Han tiltrak tyskere til Unionen og anti-slaveri bevægelsen, da han åbent støttede dem i 1861.

## Civil War
Kort efter krigens udbrud blev Sigel udnævnt til oberst for 3rd Missouri Infantry med rang fra 4. maj 1861. Han rekrutterede og organiserede en ekspedition til det sydvestlige Missouri og kæmpede efterfølgende i Slaget ved Carthage, hvor en styrke af Missouri State Guard (som var for Sydstaterne) gav ham et nederlag i en relativt meningsløs kamp. Sigels nederlag hjalp imidlertid med til at styrke rekrutteringen til Missouri State Guard og lokale, konfødererede styrker.
I løbet af sommeren søgte præsident Abraham Lincoln aktivt efter støtte blandt immigranter, som var for Unionen og mod slaveriet. Sigel, som altid var populær blandt de tyske immigranter, var en god kandidat til at fremme denne plan. Han blev forfremmet til brigadegeneral den 7. august 1861 med rang fra 17. maj som en af en række tidlige politiske generaler udnævnt af Lincoln.
Sigel tjente under brigadegeneral Nathaniel Lyon ved erobringen af den konfødererede Camp Jackson i St. Louis og i Slaget ved Wilson's Creek, hvor hans styrke blev slået på flugt.
Hans fineste indsats kom den 8. marts 1862 i Slaget ved Pea Ridge, hvor han ledede to divisioner og personligt styrede Unionens artilleri i sejren over generalmajor Earl Van Dorn på andendagen af slaget.
Sigel blev forfremmet til generalmajor den 21. marts 1862. Han gjorde tjeneste som divisionskommandør i Shenandoahdalen og kæmpede uden held mod generalmajor Stonewall Jackson, som det lykkedes at narre og besejre den større unionsstyrke i en række mindre slag. Han havde kommandoen over I Korps i generalmajor John Popes Army of Virginia i Andet slag ved Bull Run, endnu et nederlag for Unionen, hvor han blev såret i hånden.
I vinteren 1862–63 havde Sigel kommandoen over XI Korps, som primært bestod af tyske immigranter i Army of the Potomac. I denne periode var korpset ikke i kamp. Det blev holdt i reserve i Slaget ved Fredericksburg. Sigel havde fået ry for at være en uduelig general, men hans evne til at rekruttere og motivere tyske immigranter holdt ham i live på en politisk følsom post. Mange af disse soldater kunne kun tale lidt engelsk ud over "I'm going to fight mit Sigel" Arkiveret 5. juli 2008 hos  Wayback Machine, som var deres stolte slogan, og som blev af de populære sange i krigen. De var ganske utilfredse, da Sigel forlod korpset i februar og blev erstattet af generalmajor Oliver O. Howard, som ikke havde nogen immigranttilknytning. Heldigvis for Sigel kom de to sorte pletter på XI Korps' ry —Slaget ved Chancellorsville og Slaget ved Gettysburg—først efter at han havde afgivet kommandoen.
Årsagen til, at Sigel blev afløst, er uklar. Nogle beretninger hævder, at det var svigtende helbred, andre at han udtrykte sin utilfredshed med sit korps beskedne størrelse og bad om at blive afløst. Den øverste general Henry W. Halleck afskyede Sigel og holdt ham nede med nemme opgaver i det østlige Pennsylvania indtil marts 1864. Præsident Lincoln, som havde brug for hjælp for at blive valgt til en ny periode som præsident, beordrede krigsministeren Edwin M. Stanton til at give Sigel kommandoen over det nye militærområde West Virginia.
I sin nye stilling åbnede Sigel Shenandoah kampagnen ved at indlede en invasion af Shenandoahdalen. Han blev grundigt besejret af generalmajor John C. Breckenridge i Slaget ved New Market den 15. maj 1864, hvilket var særligt pinligt på grund af den fremtrædende rolle, som kadetterne fra Virginia Military Institute spillede i nederlaget. I juli kæmpede han mod generalløjtnant Jubal A. Early ved Harpers Ferry, men snart efter blev han frataget sin kommando på grund af "manglende aggressivitet" og erstattet af generalmajor David Hunter. Sigel tilbragte resten af krigen udenfor aktiv tjeneste.

## Efter krigen
Sigel trak sig tilbage fra hæren den 4. maj 1865, arbejdede som journalist i Baltimore og som redaktør i New York. Han beklædte en række politiske poster dér, både som Demokrat og som Republikaner. I 1887 udpegede præsident Grover Cleveland ham til pensionsagen i byen New York. Franz Sigel døde i New York i 1902 og ligger begravet der på Woodlawn Cemetery, Bronx. Der er en statue af ham i Riverside Park på Manhattan og i Forest Park i St. Louis. Der er også en bydel i Bronx, som er opkaldt efter ham, lige syd for retsbygningen ved Yankee Stadium. Lndsbyen Sigel i Pennsylvania, der blev grundlagt i 1865, blev også opkaldt efter ham.

## Eksterne links
- Sigel, Pennsylvania, website Arkiveret 17. juli 2007 hos  hos Archive.is